# Miquel Ricart Tárrega
Miquel o Miguel Ricart Tàrrega (Catarroja, Horta Sud, 12 de setembre de 1969) és un criminal valencià que va ser sentenciat a 170 anys de presó el 5 de setembre de 1997 per haver estat trobat culpable del crim d'Alcàsser, el qual incloïa el segrest, tortura, violació i assassinat de tres adolescents de catorze i quinze anys del municipi valencià d'Alcàsser: Míriam García, Desirée Hernández i Antonia "Toñi" Gómez.
Després de la suspensió de l'anomenada Doctrina Parot, la seua sentència es va reduir a 21 anys. Així, es va acordar la data del seu alliberament per al 19 de gener de 2023. No obstant això, Ricart va ser alliberat de presó amb antelació, el 29 de novembre de 2013.
És l'única persona que ha estat jutjada i condemnada en relació amb el crim a causa de la fugida del suposat segon autor material dels fets, Antonio Anglés.
Després de sortir de la presó d'Herrera de la Manxa en Ciutat Real el 29 de novembre de 2013, Ricart s'ha mantingut en l'anonimat, encara que els mitjans han estat capaços de localitzar-lo i contactar amb ell en més d'una ocasió.
Ricart manté la seua innocència fins i tot fora de la presó i després d'haver complit la condemna. En una entrevista amb el programa Espejo Público va declarar ser «un cap de turc» i que «el que li van fer a aquelles xiquetes no té perdó de Déu». Prèviament, el 1999, havia fet les mateixes declaracions, en les quals a més afirmava que «la veritat del cas Alcàsser no ha eixit» i que «Antonio Anglés va ser assassinat a Espanya». Abans de rebre el veredicte del jutge el 5 de setembre de 1997, Ricart va manifestar: «només vull dir que soc innocent i que tinc la consciència molt tranquil·la».